# 제주동여자중학교
제주동여자중학교(濟州東女子中學校)는 대한민국 제주특별자치도 제주시 이도이동에 있는 공립 중학교이다.

## 학교 연혁
- 1980년 11월 28일 : 제주동여자중학교 12학급 설립 인가
- 1981년 3월 10일 : 개교(1학년 4학급, 274명 수용)
- 1982년 1월 23일 : 현교사(校舍) 준공
- 1982년 2월 26일 : 각 학년 10학급 총 30학급 증설 인가
- 1997년 9월 26일 : 급식소 한솔의 집(537.21평) 준공
- 2001년 3월 1일 : 제주도교육청 지정 단계형 수준별 교육과정 시범학교 운영
- 2002년 7월 18일 : 다목적 강당(체육관) 준공
- 2005년 3월 1일 : 교육인적자원부 지정 U-런닝 연구학교 운영
- 2006년 3월 1일 : 별관 6실 준공 및 3학급 증설(총 35학급)
- 2012년 3월 1일 : 사교육절감형 창의경영학교 운영(2년)
- 2016년 3월 28일 : 미래창조과학부 지정 소프트웨어교육 선도중점학교 운영
- 2021년 10월 28일 : 급식실 및 다목적실 준공
- 2022년 9월 1일 : 제18대 교장 오송렬 선생 취임
- 2025년 1월 6일 : 제42회 졸업 251명(총 17,206명)
- 2025년 3월 4일 : 제45회 입학생 293명

## 참고 자료
- 제주동여자중학교 - 한국교육학술정보원 학교알리미